# エスフィット
株式会社S-FIT（エスフィット）は、日本の不動産会社。

## 概要

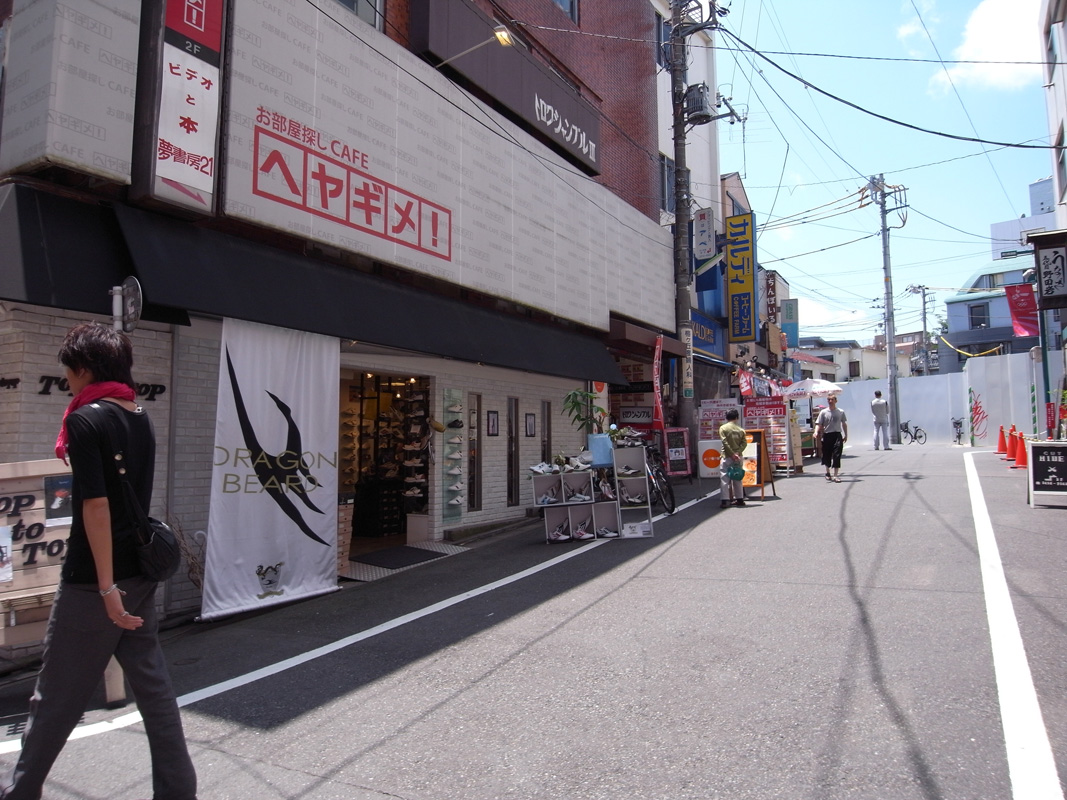
ヘヤギメ！下北沢店

賃貸仲介店舗「お部屋探しCAFEヘヤギメ！」を主軸とした事業展開をしており、不動産開発や賃貸管理部門等の不動産サービスを展開する。現在首都圏を中心に全国で21拠点展開している。
開発事業では戸建てだけでなくマンションやホテルの開発も行っている。

## 沿革
- 2003年6月 - エスグラントコーポレーション専務取締役の紫原友規が同社の子会社として有限会社SGリライアンス設立
- 2004年5月 - 有限会社SGリライアンスが株式会社S-fitに社名を変更
- 2005年
  - 7月 - 六本木店をオープン
  - 12月 - 屋号を「S-fit」から「お部屋探しCAFEヘヤギメ！」に変更。法人営業本部を設置
- 2006年4月 - 賃貸管理を担うプロパティマネジメントを設置
- 2008年 - エスグラントコーポレーションが全株式を売却し株式会社ユニマットホールディングの傘下へ
- 2011年
  - 9月 - MBOを実施しユニマットグループから独立
  - 12月 - 100%子会社 株式会社S-FITパートナーズ設立
- 2013年 4月 - 売買仲介事業を開始
- 2014年 
  - 3月 - デイサービスを運営する100%子会社 株式会社S-FITケアを設立。
  - 12月 - 喜飛特不動產股份有限公司(台湾法人)設立
- 2017年 
  - 3月 - 初の自社開発マンションシリーズ「AVANTE」の第一弾として「AVANTE KACHIDOKI」が完成。ヘヤギメ!法人営業本部 福岡支店がオープン
  - 9月 - ホテル開発事業開始

## グループ会社
- 喜飛特不動產股份有限公司
- 株式会社S-FITパートナーズ
- ティケィ管理サービス株式会社